# Institut Castell del Quer
L'Institut Castell del Quer és una institució d'ensenyament secundari emplaçat a Prats de Lluçanès. El centre imparteix ESO, Batxillerat i un cicle mitjà de Sistemes Microinformàtics i Xarxes. Actualment, acull al voltant d'uns tres cents alumnes. Col·labora amb els programes de formació continuada que ofereix el Consorci del Lluçanès obrint les seves aules del cicle d'informàtica a tercers.
L'Institut Castell del Quer es va inaugurar en el curs escolar 1995-96, i s'hi va impartir només tercer curs d'ESO. A partir del curs 1996-1997, ja s'hi va poder cursar des de primer a quart d'ESO. El curs 1997-98, a més de quatre cursos d'ESO s'hi va fer primer curs de Batxillerat. El curs 1998-99 ja s'hi feien els quatre cursos d'ESO i el Batxillerat complet. I el curs 2009-2010, es va començar un cicle formatiu de grau mitjà anomenat Sistemes Microinformàtics i Xarxes.
Junts van aconseguir que es fes realitat la construcció d'un edifici on els alumnes del poble i la comarca poguessin tenir una educació bona a prop de casa, tenint en compte que abans, la canalla amb dotze anys s'havia de desplaçar cap a Vic, Berga o Manresa. La construcció de l'Institut Castell del Quer, fa ser una fita major, gràcies a l'esforç dels ajuntaments del Lluçanès i el de moltes persones que hi van dedicar temps i els esforços.